# El cosmonauta
Pour plus de détails, voir Fiche technique et Distribution.
El cosmonauta est un long métrage espagnol de science-fiction réalisé par Nicolás Alcalá et produit par Carola Rodríguez et Bruno Teixidor. Sortie le 18 mai 2013. L'originalité du premier long métrage de riotcinema réside dans l'usage, encore nouveau, du financement participatif et les licences Creative Commons dans sa production.

## Synopsis
Le film suit les mésaventures du cosmonaute soviétique Stas (Leon Ockenden), choisi pour devenir le premier cosmonaute russe dont la mission est de participer à la course d'exploration de la Lune. Pendant le voyage, la navette disparaît et son ami d'enfance Andrei, le directeur de la mission, le cherche sans succès pendant plusieurs mois. Sept mois après l'accident, la navette réapparaît sans Stas à l'intérieur. Pendant ce temps-là, Andrei et sa femme (qui eut aussi dans le passé une histoire d'amour assez longue avec Stas) reçoivent d'étranges transmissions de radio fantômes provenant – ils le supposent – de Stas, qui prétend être retourné sur Terre et n'avoir rencontré personne.

## Fiche technique
- Réalisation et scénario : Nicolás Alcalá
- D'après le roman de Henry Pierrot EPoética para cosmonautas
- Production : Riot Cinema Collective
- Musique originale :Joan Valent
- Photographie : Luis Enrique Carrión
- Décors : Vilius Vanagas
- Costumes : Margarita Mansilla
- Pays de production :  Espagne
- Langue : anglais
- Budget : 860 000 €

## Distribution
- Katrine De Candole : Yulia
- Leon Ockenden : Stas
- Max Wrottesley : Andrei
- Guy Williams : Kamanin
- David Barrass : Chelomei
- Tommaso De Santis : Giovanni Battista Judica-Cordiglia
- Hans-Eckart Eckhardt : General Alexander
- Steve Galache : Sasha
- Greg Blackford : Nikolai
- Lee Cheney : Sergei

## Influence
À l'heure de travailler esthétiquement, les influences principales furent les œuvres de quelques-uns des plus grands réalisateurs de film du monde. Le dossier du projet mentionne en particulier à de nombreuses reprises les noms de Wong Kar-wai (et son directeur de photographie habituel, Christopher Doyle), Andreï Tarkovski, José Luis Guerín, et Robert Bresson, entre autres...
Le scénario a de nombreuses influences, il est lié tout particulièrement à l'œuvre d'André Tarkovsky, par les nombreux thèmes abordés chers à l'auteur russe comme les souvenirs, la mémoire, les rêves, la spiritualité ainsi que pour la trame du film (les deux personnages principaux du film, Stan et Andrei, qui partagent le même patronyme que Tarkovsky). Ces liens sont encore plus évidents à l'heure d'examiner la liste des collaborateurs du projet : on peut rencontrer, entre autres, les noms d'Edouard Artemiev et Marina Tarkovskaya (la sœur de Tarkovski).
Le programme fictif K, dont l'icône du colibri est l'une des principales représentations utilisées dans la promotion du projet, et qui donne son nom à la communauté virtuelle de producteurs, est inspiré par des anciennes initiatives soviétiques qui avaient pour objectif de faire atterrir un cosmonaute russe sur la Lune.

## Production
Deux sources principales sous-tendent l'idée d'El cosmonauta :
- les conversations au sujet des théories de conspiration, de la particularité des carrières soviétiques et les légendes des cosmonautes fantômes entre Nicolás Alcalá (scénariste et directeur du projet) et Bruno Teixidor (le responsable de la photographie du projet) ;
- le livre de poésie Poética para Cosmonautas, écrit par Henry Pierrot. Durant tout le temps que dura son développement, le thème principal connut une grande quantité de changements, même si de nombreux éléments clefs ont été conservés, notamment la base de l'histoire (un retour sur Terre après un voyage prolongé sur la Lune). Après la lecture de Poésie pour un cosmonaute, le scénario changea pour sa forme actuelle. La préproduction du projet sous la forme d'un court-métrage commença en octobre-novembre 2008.

### Production communautaire
Sur le modèle de productions comme A Swarm of Angels et artemiseternal, El cosmonauta est le premier film espagnol qui fait appel à la production communautaire pour se financer.
Il y a deux manières de participer à la production :
- En premier lieu, comme producteur régulier. À partir d'une contribution minimum de 2 euros, le nom de l'internaute apparaît comme producteur du film ; il sera informé tout au long du processus et recevra un « welcome pack » et un numéro pour le tirage de la loterie, dont le lot est l'un des costumes utilisés pendant le tournage. On peut évidemment contribuer plus et obtenir des objets de merchandising sur la boutique en ligne.

- Il est également possible d'intervenir comme « investisseur ». À partir d'un investissement initial de 1 000 euros, il est possible d'acheter un pourcentage du film, correspondant finalement à la répartition des bénéfices générés par le film.

Sachant qu’il s’agit d’un projet cinématographique basé en grande partie sur les réseaux sociaux et la synergie entre le public et créateurs, l'objectif derrière la collecte de fonds est aussi la création d’une communauté. Les producteurs entrent automatiquement dans le programme K, sans que l'on prenne en compte leur contribution ; il s'agit d'un groupe social dans lequel ils peuvent partager et interagir entre eux, suivant le développement du film en profitant de nombreux avantages.
Cinq mois seulement après le lancement de la page web, la production a quasiment atteint le chiffre de 1000 producteurs et 10 investisseurs.

### Distribution du film
La distribution du film, une fois terminé, se fera particulièrement par internet. Le film sera disponible en téléchargement HD, avec la possibilité pour la première fois de télécharger en complément tous les rush et les captations qui ont été réalisés pendant le tournage. À noter que le film sera diffusé sous licence Creative Commons CC, les spectateurs du film pourront la prêter, la graver, la modifier, ou la réutiliser de la façon qu'ils le désirent dans leurs propres projets. De cette manière, les spectateurs non seulement pourront créer leurs propres versions du film, mais les membres de Riot Cinéma encourageront même à le faire à travers un concours. Du partage vient toujours la créativité...

### 2010
Entre décembre 2009 et juin 2010, l'équipe de Riot Cinema Collective travailla pour moderniser le modèle économique prévu. Présenté à une conférence de presse le 2 juin, le nouveau modèle économique nommé "The Plan" par les responsables de la maison de la production, apporta une série d'innovations au projet. Ces nouveautés permettent d'aller encore plus loin sur les pistes déjà envisagées, sans remettre en cause les bases du système.
Au sein du modèle de négociation, s'est introduit un plan de financement revu. Alors que dans l'ancien modèle, le financement du film se réalisait exclusivement à travers la production communautaire et l'investissement privé, Dans "the Plan", se trouve un plan progressif en trois phases, en premier l’investissement privé et la production communautaire, en second les sponsor et en dernier lieu les préventes de distribution. Bien que dans le nouveau modèle en trois phases (dont la première phase équivaudrait à la première année du projet) se maintient la production communautaire et l'investissement privé comme voie de financement, son rôle change sensiblement : économiquement, il n'a plus autant d'importance. Mais l'enjeu n'est plus là, le lancement de la collecte a permis de créer une large communauté, qu’il est intéressant de pouvoir continuer à faire vivre, c’est véritablement le cœur du projet. Quant à la participation privée, le même système de fonctionnement continue, mais le ratio des parts de bénéfice, varie selon les phases du projet.
Selon les comptes de Riot Cinéma, le coût du film est évalué à 860 000 €, sur cette somme, 6,5 % sera financé par la production communautaire et le merchandising, 21 % à travers l'investissement privé, 32 % à travers des partenariats avec des marques créées et plus de 40 % (40,5 % exactement) à travers des préventes de distribution (chiffres approximatifs).

#### Yuri's Night
Un des exemples de l'utilisation des nouvelles possibilités de partenariat que l'on peut mettre en place est visible à travers les fêtes réalisées en 2010 durant la Yuri's Night le 12 avril. Ainsi Youri Gagarine est devenu une espèce de mascotte, d'emblème, non officiel du projet, les responsables du film ont travaillé durant de nombreux mois en collaboration avec LEEM pour s'unir aux initiatives mondiales qui célébrèrent la Yuri's Night. L'équipe de production du cosmonaute prépara une double fête dans la salle en plein centre de Madrid Ya'Sta et dans le campus de l'université de Navarre à Pampelune, la nuit du 23 avril. Par une heureuse coïncidence, on y célébra également la barrière atteinte des 2 000 producteurs, que l'on fêta avec des cocktails à prix réduits grâce à un partenariat avec une société Russian Standard. Malgré un départ timide, la soirée s'est terminée en présence d'une centaines de personnes avec des retours sur tous les réseaux sociaux.

#### Distribution et Transmedia
De la même manière, le modèle de distribution du film a évolué. C'est précisément ici dans sa façon d'être diffusé que le projet a connu les principales modifications. L'objectif du nouveau plan s’agissant de la distribution du film est de proposer la sortie sur multi-support sans avantages de sortie. La philosophie derrière cette décision est de permettre à l'usager de choisir la manière dont il souhaite voir le film et dans quelle format. Pour chaque moyen de diffusion (télévision, Internet, salles de cinéma, DVD, smartphones), des avantages et des possibilités différentes de profiter du film ont été apportés, bousculant la chronologie des médias existantes. Par exemple, il sera possible de télécharger gratuitement le film en très bonne qualité HD, tout en souhaitant le voir à la télévision grâce à sa fin alternative. De la même manière, le film qui sortira en salles bénéficie de nombreux bonus pour inciter les spectateurs à venir en salle. Appelé The cosmonaut Experience, s’appuyant à la fois sur l'interaction ludique avec le public et la projection classique, elle offre au spectateur une vraie expérience supplémentaire.
Ces projections ne se substitueront pas au projection classique, mais apporteront un plus et se feront en parallèle. La démarche n’est pas de mettre de côté les projections classiques au cinéma, mais au contraire d’y apporter une valeur ajoutée pour créer une expérience.
Enfin le projet El cosmonauta ne prend pas uniquement la forme d’un film de science-fiction : à l’image de The Matrix et de Lost, le cosmonaute est un projet transmédia avec différentes déclinaisons. Il est ainsi prévu d’entreprendre une série web et des contenus mobiles ou encore un jeu en réalité alternée (ARG). Chaque contenu apporte des éléments supplémentaires à l’histoire pour mieux comprendre les personnages et les événements décrits, mais ne sont pour autant pas nécessaires pour suivre le film. Les informations fournies enrichissent l’univers du Cosmonauta.

### Soutiens
Le projet a attiré un nombre important de soutiens et de sponsors de différentes parties du monde. L'intérêt et l'implication varie du message de soutien de (Richard Garriott) à la collaboration (que nous avons déjà pu mentionner d'Eduard Artemyev). Un grand nombre de ces sponsors ont signé des lettres de soutien :
- Boris Volynov
- Sergueï Volkov
- Richard Stallman
- J. L. Ruiz de Gopegui (ex-directeur de la NASA en Espagne)
- Joan Fontcuberta
- Campus Party
- Ambassade de Russie en Espagne
- Javier Casado[7]
- LEEM
- Museo del Aire en Madrid
- Universidad Complutense de Madrid
- Bob McAndrew Studio (Agencia de Coach Acting en Hollywood)[8]
- MediaLab Prado[9]
- Ayuntamiento de Miraflores de la Sierra
- Robin & Watson[10]
- NC&T[11]
- SubBabel[12]
- Tractis[13]
- Filmutea[14]
- Lacomida visuals[15]
- La Compañía[16]
- LomoSpain (Embajada lomográfica en Espagne).